# Gerhard Jagschitz
Gerhard Jagschitz (* 27. Oktober 1940 in Wien; † 30. Juli 2018 ebenda) war ein österreichischer Historiker und Universitätsprofessor für Neuere Geschichte an der Universität Wien.

## Leben
Jagschitz studierte Geschichte, Deutsche Philologie, Volkskunde und Ägyptologie an der Universität Wien. Im Jahr 1968 promovierte er zum Dr. phil. und wurde anschließend Assistent bei Ludwig Jedlicka am 1966 gegründeten Institut für Zeitgeschichte der Universität Wien. 1978 erfolgte die Habilitation mit einer Arbeit über den Juliputsch. 1985 wurde er Professor für Neuere Geschichte mit besonderer Berücksichtigung der Zeitgeschichte am Institut für Zeitgeschichte der Universität Wien, dessen Vorstand er auch von 1994 bis 2001 war. 2002 ging er in Pension.
Seine Forschungsschwerpunkte waren u. a. der Nationalsozialismus, Terror und Vernichtung im nationalsozialistischen Deutschland, die Zweite Republik Österreich und die Österreichische Identität.
Daneben engagierte sich Jagschitz für die Institutionalisierung der Sammlung audiovisueller Quellen und baute ein bedeutendes Bildarchiv auf, das sich jetzt im Bildarchiv der Österreichischen Nationalbibliothek befindet. Er war auch der erste, der im deutschen Sprachraum den Begriff Visual History verwendete. Gerhard Jagschitz war ein überzeugter Kritiker der EU.
Mit der Mediathek des Technischen Museums betrieb er ab 2008 das Oral History Projekt „Menschenleben“, für das mehrstündige lebensgeschichtliche Gespräche mit über 1500 Menschen geführt und aufgezeichnet wurden.
Gerhard Jagschitz’ Großvater war der Offizier Maximilian Ronge.
Jagschitz starb am 30. Juli 2018 in Wien an Komplikationen in Folge einer Operation. Er wurde am Wiener Zentralfriedhof bestattet.
Sein Sohn Florian Jagschitz führt Lehrveranstaltungen an der Uni Wien durch und ist aktiv im Genossenschaftswesen (Forschungsverein und Coop-Verband).

## Werke (Auswahl)
- Der Putsch. Die Nationalsozialisten 1934 in Österreich. Verlag Styria, Graz / Wien / Köln 1976, ISBN 3-222-10884-6.[9]
- mit Verena Moritz und Hannes Leidinger: Im Zentrum der Macht. Die vielen Gesichter des Geheimdienstchefs Maximilian Ronge. Residenz-Verlag, Wien 2007, ISBN 978-3-7017-3038-4.

## Auszeichnungen
- 2012 Wissenschaftspreis des Landes Niederösterreich